# ديسكفري كيدز
 ديسكفري كيدز  هي علامة تجارية أمريكية تملكها شركة ديسكفري كوميونيكيشنز، تم انشاؤها للأطفال. حتى تشرين الأول 10، 2010، كانت قناة كابل رقمية خاصة للاطفال مملوكة لديسكفري كومنيكيشن تقدم برامج تلفزيونية عن التعليم للأطفال. وقد بدأ العمل بها في أكتوبر 1996. بثت برامج للأطفال مع التركيز على المغامرات الواقعية، والطبيعة، والعلوم والحياة البرية من جميع أنحاء العالم.
في البد بثت القناة في صباح السبت برامج تعليمية تثقيفية بدلا من تين ان بي سي وسميت (ديسكفري كيدز على ان بي سي وكان هذا البث في الفترة ما بين 14 ايلول 2002 إلى 2 ايلول 2006 عندما فصلت ان بي سي شراكتها واسست برامج تثقيفية تعليمية سميت ب (كوبو)
في عام 2002، بدأت ديسكفري كيدز بث برنامج تلفزيون الواقع بعنوان التحمل القدرة على التحمل. المشابهة في طبيعته لبرنامج الناجي survivor، حيث تتنافس فرق في أماكن غريبة (مثل هاواي وتيهاتشابي).استمر البث حتى يوم 8 مارس، 2008.
في 10 تشرين الأول 2010، بثت ديسكفري كيدز برنامجها ماراثون وذ كيني ذا شارك لمدة أربعة ساعات، قبل أن تحل محلها (ذا هب) (the hub). وحول كيني ذا شارك كواحد من البرامج لتكون جزءا من جدول زمني لِذا هَب. ديسكفري كيدز لا تزال موجودا، ولكن فقط بوصفها كقسم من ألعاب ديسكفري وموقعها على شبكة الإنترنت.

## ذا هَب (the hub)
المحور (the hub) وهي قنوات التلفزيون للكابل وللأقمار الصناعية الأميركية الرقمية التي انشئت في 10 تشرين الأول 2010، التي حلت محل ديسكفري كيدز، هي مشروع مشترك لشركة ديسكفري كومنيكيشنس وهاسبرو. تبث برامج المحور بالدرجة الأولى للأطفال الذين تتراوح أعمارهم 6-12، البث يعتمد إلى حد كبير على الخزين في كل الشركات الأم.

## ديسكفري كيدز حول العالم

### ديسكفري كيدز أمريكا اللاتينية
ديسكفري كيدز أمريكا اللاتينية هي قناة التلفزيون الكابلي التي تملكها ديسكفري كومنيكيشنس ومقرها في ميامي، فلوريدا، التي بدأت الترجمة لنسخة أمريكا اللاتينية من قناة ديسكفري. منذ 10 أكتوبر 2010، انها قناة ديسكفري كيدز الوحيدة في العالم، وهي الآن أكثر نجاحًا من الولايات المتحدة المتوقفة حاليا وكندا والمملكة المتحدة.

### ديسكفري كيدز بريطانيا
كانت ديسكفري كيدز قناة أطفال بريطانية تعليمية. بدأت القناة البث في البداية حصرا كخدمات رقمية بمشاركة مع ديسكفري ونجز، وأصبحت في نهاية المطاف القناة متوفرة على المنصات الرقمية الأخرى، مثل سكاي الرقمية، وفرجن ميديا.
ديسكفري كيدز وديسكفري ونجز كل منهما أغلقا في 28 فبراير 2007، وحلت محلها ديسكفري توربو تم استبدال ديسكفري كيدز بخدمة برودباند الفيديو على الإنترنت ودعي ديسكفري كيدز على الطلب، ولكن لم يتم تحديثه منذ إغلاق القناة التلفزيونية. وتظهر الآن بعض برامج ديسكفري كيدز السابقة على DMAX صباح يوم من أيام الأسبوع، بدءا من يناير 8، 2008.

### ديسكفري كيدز كندا
كانت ديسكفري كيدز الكندية فئة اللغة الإنجليزية على قناة الكابل الرقمية المتخصصة 2 التي تملكها شركة كورس الترفيهية ديسكفري. كومنيكيشنس
بثت ديسكفري كيدز البرامج المعلوماتية وتسلية الأطفال مع التركيز على مغامرات الحياة الحقيقية والطبيعة والتكنولوجيا، والعلم والحياة البرية من جميع أنحاء العالم.

### ديسكفري كيدز الشرق الأوسط وشمال أفريقيا
تم إطلاق ديسكفري كيدز للعالم العربي في 1 أغسطس 2016، وتبث عبر شبكة بي إن.

## حظر البرامج
تم حظر كل من هذه البرامج عندما أطلقت ذا هب.
•سكيري ساترداي نايت سليب اوفرScary Saturday Night Sleepover
•سادل كلب ايفري دايSaddle Club Everyday
•ريدي سيت ليرنReady, Set, Learn!
•انيمال افتر نون Animal Afternoons
•ذا غاغل The Gaggle
•ريال تون Real Toons
•@ DK